# Santo Domingo (Garafía)
Santo Domingo es la capital municipal de Garafía, en la isla de La Palma (Canarias, España). Se ubica a una altitud de 400 m s. n. m.
Se encuentra entre el barranco de La Luz que separa Santo Domingo del barrio de El Palmar y el barranco de Fernando Porto, que lo separa del barrio de Cueva del Agua. 

## Iglesia de Nuestra Señora de La Luz
El templo que vemos en la actualidad fue realizado entre 1651 y 1664. Su autor más destacado fue el arquitecto Antonio de Orbarán, que construyó los arcos y las techumbres de mayor mérito de la iglesia. También merecen ser citados los nombres de los canteros Juan y Francisco Sánchez Carmona y los carpinteros de lo blanco Baltasar de los Reyes y Agustín Álvarez.
La Primitiva Iglesia de Nuestra Señora de La Luz era de una sola nave con la capilla mayor separada por un arco. En su interior existían tres altares: El Mayor, donde se veneraba a Nuestra Señora de La Luz, y dos colaterales, dedicados a San Pedro y San Sebastián.
La Parroquia de Nuestra Señora de La Luz de Garafía tiene la singularidad de presentar una planta de dos naves, ejemplo único en La Palma y uno de los pocos que se encuentran en el Archipiélago. Su cabecera muestra Capilla Mayor, dividida de la nave principal por arco triunfal, y dos colaterales, con arco abierto a la mayor, como puede apreciarse en al fotografía que se acompña. La del Evangelio, dedicada al Buen Jesús, es a su vez cabecera de la Segunda nave, la de la Epístola, que lleva la advocación de Nuestra Señora del Rosario, fue proyectada de igual manera, como capilla cabecera de una tercera nave que nunca se llegó a hacer. Es una de las mejores fábricas mudéjares existentes en Canarias y por ello uno de los mejores referentes de los techos estilo mudéjar por su excelente conservación, a pesar del tiempo. Este templo presenta tres retablos de estilo barroco Son célebres sus fiestas de la Epifanía de Jesús con la representación del Auto de los Reyes Magos que lleva más de un siglo representándose por estas fechas. En Navidad es tradicional el canto de Lo Divino, con letras dedicadas al Niño Jesús, entre los que no puede faltar el villancico titulado "Pastor Palmero" una de cuyas estrofas, haciendo referencia a sus maravillosos cielos, dice:
"Yo soy un pastor de estrellas que vengo de Garafía. Y al Niño Jesús le traigo almendrados de las Tricias".

## Puerto de Santo Domingo
Se trata de un antiguo embarcadero, usado frecuentemente hasta bien entrado el siglo XX como punto para enviar mercancías desde la zona central del municipio hacia la capital de la isla, principalmente de los pagos de Llano Negro y Hoya Grande y, asimismo, desembarcar mercancías procedentes de fuera del municipio. Se ha de pensar que el municipio de Garafía es el más extenso de la Isla de La Pslma, con más de 100 km², siendo muy rica en remates de madera para hacer carbón cuya producción se sacaba rumbo a Santa Cruz de la Palma vía este embarcadero, junto con la rica producción agropecuaria (de forma especial sus carnes, quesos, tubérculos y cereales) que en lugar de enviarla a través de la cumbre, por el Lomo de la Ciudad y Los Andenes, se hacía usando el transporte marítimo, a través de esta ensenada natural. Rara vez se utilizaba para el traslado de personas por el peligro de la navegación debido a que había que remontar los mares procelosos y el fuerte viento del NE, prefiriéndose los caminos reales para esta función.
Desde la parte alta del puerto, donde se sitúan actualmente los aparcamientos, se puede contemplar un claro ejemplo de los acantilados característicos del noroeste de la isla de La Palma, que llegan a medir 200 metros de altitud en alguno de sus puntos más altos. El Roque de Santo Domingo, El Roque de Las Tabaibas y El Roque de El Guincho junto con el deslizamiento que díó lugar a la Playa de Bujarén, son algunos de las espectaculares formaciones rocosas que forman parte de este entorno natural de la costa NO de La Palma. De forma especial se ha de hacer mención a una de las joyas de la costa de Santo Domingo: Bujarén, una playa de arena negra estacional accesible a través de un complicado sendero que desciende por el acantilado, teniendo una de las olas de ensueño para los surfistas, siendo una pena el peligroso camino de su acceso, solo posible para algunos privilegiados.
En el puerto todavía se pueden contemplar los restos de las antiguas edificaciones usadas como almacenes y los cabrestantes empleados para cargar y descargar las mercancías. Actualmente existen numerosas casas-cuevas acondicionadas para su uso en los meses de verano. La mayor parte de estas cuevas son antiguas.
Hay dos zonas aptas para el baño: La Tasca, una bahía, y el Charco de los Erizos, una piscina natural.

## Demografía
| 2000 | 2001 | 2002 | 2003 | 2004 | 2005 | 2006 | 2007 | 2008 | 2009 | 2010 | 2011 | 2012 |
| ---- | ---- | ---- | ---- | ---- | ---- | ---- | ---- | ---- | ---- | ---- | ---- | ---- |
| 572  | 572  | 569  | 561  | 541  | 522  | 516  | 515  | 509  | 497  | 476  | 481  | 449  |

## Galería

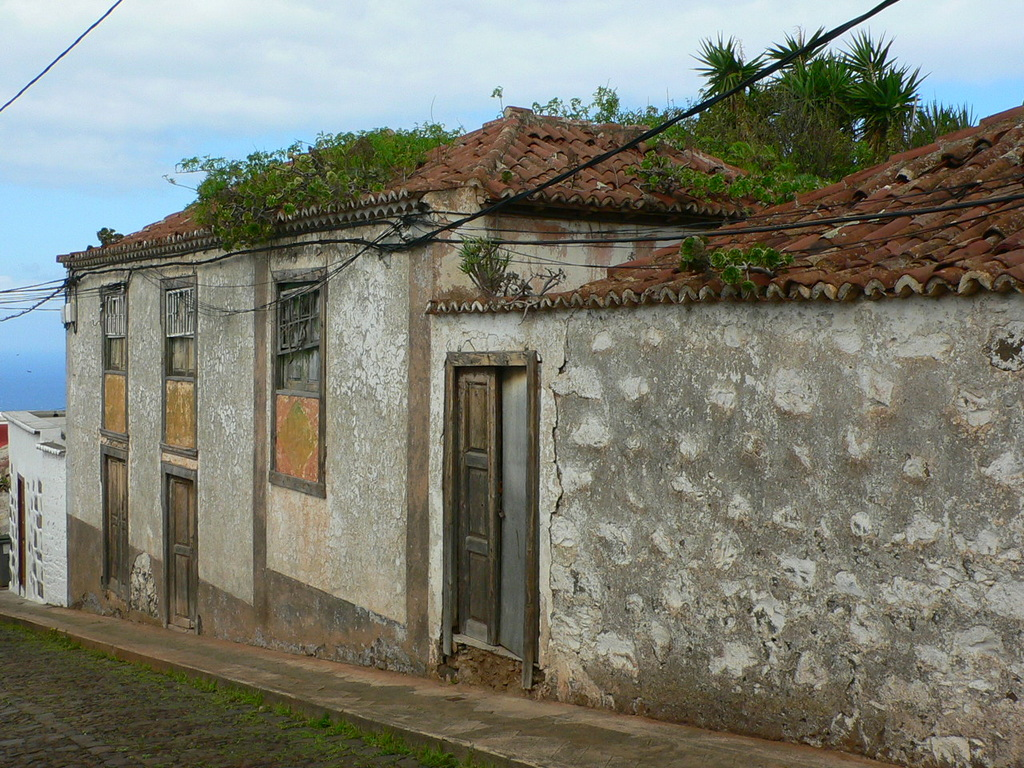
Parte alta de la Calle de Anselmo Perez de Brito.
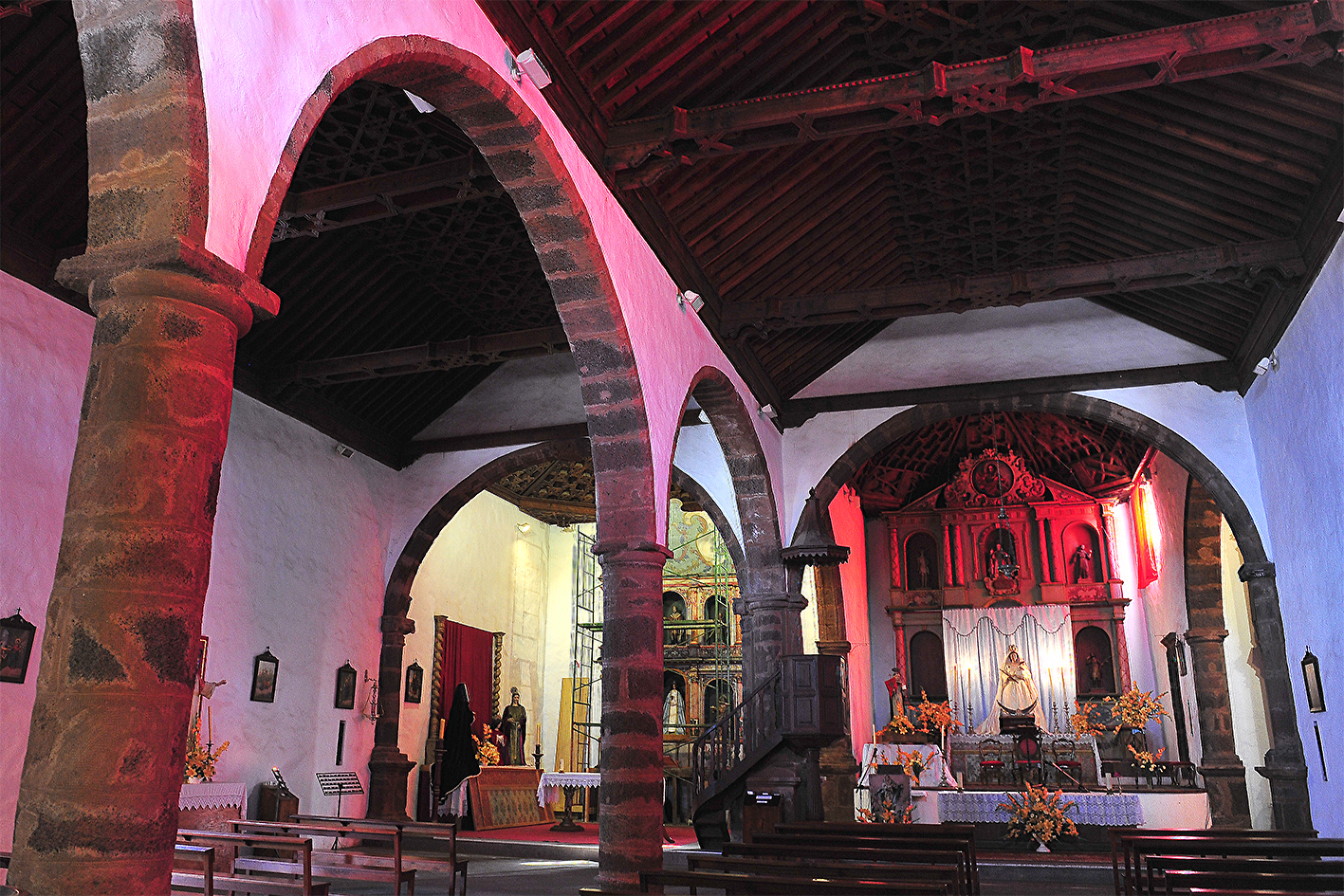
Interior del Templo de la Virgen de La Luz en Santo Domingo, con su techumbre mudéjar
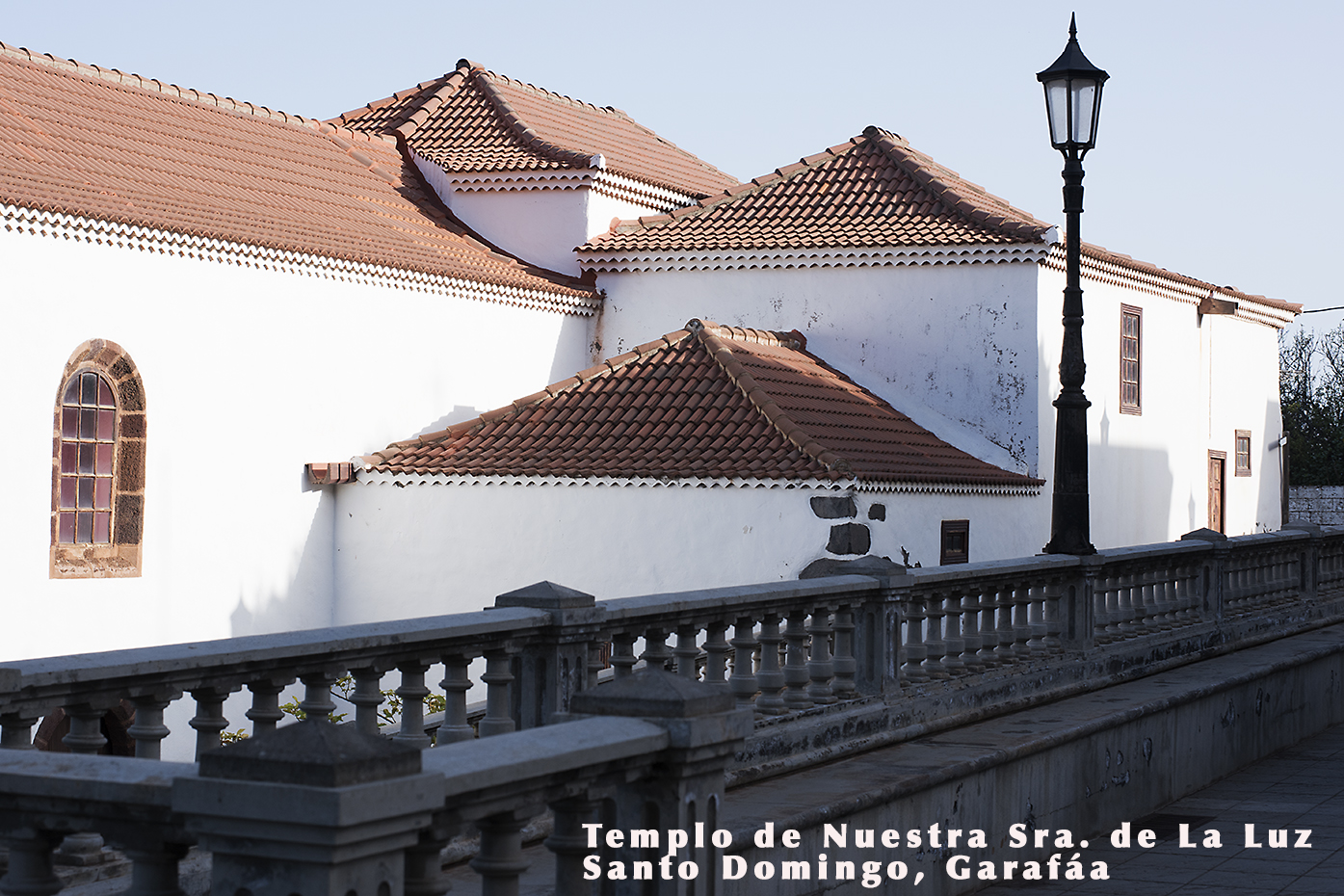
Templo de Nuestra Señora de La Luz, Santo Domingo, Garafía.
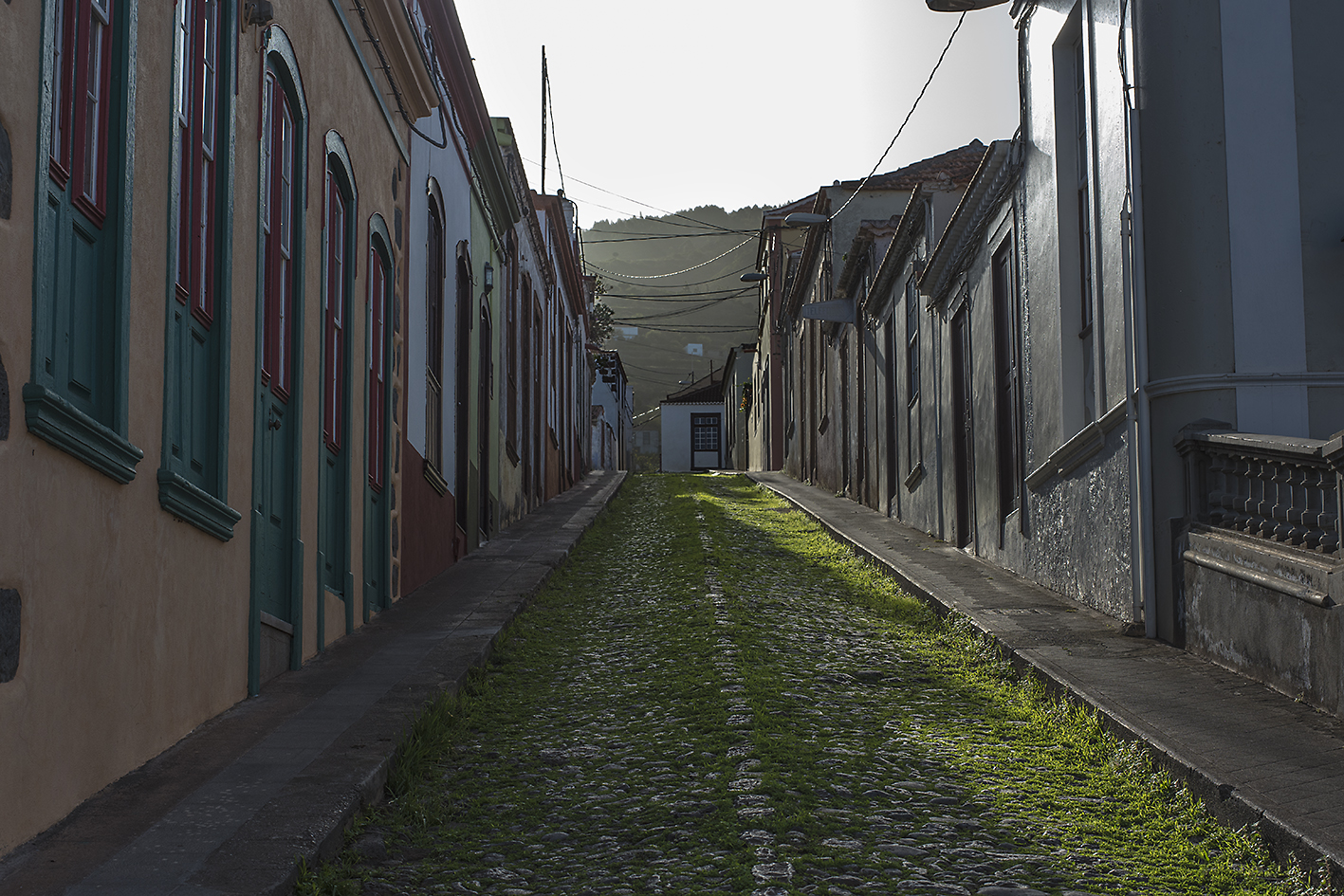
Calle de Anselmo Perez de Brito en Santo Domingo que llega a las Cabezadas y continua por El Rito, a Llano Negro y Hoya Grande.